# 448 aC
El 448 aC va ser un any del calendari romà prejulià. Era també conegut com el 306 ab urbe condita, o de la fundació de Roma.

## Esdeveniments
- Segona Guerra Sagrada entre Atenes i Esparta pel control de Delfos. Va començar quan Esparta va separar Delos de la Fòcida, i va concedir-li la independència. Pèricles, va sortir amb l'exèrcit atenenc, va capturar Delfos i va retornar la ciutat i l'oracle de Delfos als focis.[1]
- Aulus Aterni va ser elegit tribú de la plebs, l'única vegada que un patrici va exercir aquest càrrec.[2]
- Per evitar aquest tipus d'elecció, es va aprovar la llei Trebonia de tribunis, proposada pel tribú de la plebs Luci Treboni Asper. Disposava que el magistrat que celebrava els comicis on eren elegits els tribuns de la plebs, repetís la votació fins que en fossin elegits deu, sense poder entrar per cooptació, estratagema que s'utilitzava per introduir patricis al càrrec.[3]
- Van ser elegits cònsols a Roma Tit Virgini Tricost Celiomontà i Espuri Hermini Coritinesà.[4][5]

## Naixements
- Agató, poeta tràgic, descrit a El convit de Plató, va viure amb el seu company Pausànies.[6]